# Cinnyris rockefelleri
Cinnyris rockefelleri е вид птица от семейство Nectariniidae. Видът е световно застрашен, със статут Уязвим.